# Richard M. Jones
Richard Marigny Jones (Donaldville (Louisiana), 13 juni 1889/1892? - Chicago, 8 december 1945) was een Amerikaanse jazz- en bluespianist, componist, arrangeur, orkestleider en muziekproducent.

## Biografie
Richard M. Jones groeide op in New Orleans en maakte in zijn ouderlijk huis kennis met verschillende instrumenten. Naar aanleiding van zijn kniehandicap kreeg hij van zijn collega's de bijnaam 'Richard My Knee Jones'. In zijn jeugd speelde hij althoorn in brassbands, zoals de Eureka Brass Band, totdat de piano zijn hoofdinstrument werd. Rond 1908 speelde hij in de clubs en cabarets van het district Storyville, zo ook in Lulu Whites Josie Arlington's. Later leidde hij in 1912/1913 een klein ensemble, waartoe ook King Oliver behoorde. Jones speelde ook in de bands van John Robichaux, Armand J. Piron en in 1918 bij Papa Celestins Tuxedo Brass Band. In 1915 begon hij zijn eerste songs te componeren, waaronder Lonesome Nobody Cares, die daarna werd vertolkt door Sophie Tucker.
In 1918 verhuisde Jones naar Chicago om voor de muziekuitgever Clarence Williams te gaan werken. Vanaf 1923 ontstonden eerste opnamen van hem als solist (1923), in trio met Albert Nicholas en Johnny St. Cyr en als begeleider van blueszangers als Bertha 'Chippie' Hill (1925–1927) en bovendien met zijn bands The Jazz Wizards (waartoe ook Albert Nicholas, Shirley Clay, Stump Evans, Preston Jackson, Roy Palmer en Omer Simeon behoorden) en The Chicago Cosmopolitans. Tijdens de jaren 1920 nam hij onder het pseudoniem Wally Coulter  (1927) op voor Gennett Records, OKeh Records, Victor Records en Paramount Records, ten laatste met een trio uit kornet, klarinet en piano.
Bovendien werkte hij voor OKeh Records als A&R van het race-programma, de Afro-Amerikaanse platen van dit decennium. Van 1930 tot 1934 leidde hij weer een band in New Orleans. Vanaf 1934 werkte hij als A&R voor Decca Records, waar hij o.a. meewerkte bij opnamen van Lee Collins, Herschel Evans en Louis Metcalf. Daarnaast was hij actief als songwriter. Tot aan zijn dood in 1945 was hij werkzaam voor Mercury Records als arrangeur en talentscout. Tijdens de jaren 1940 werkte hij nog mee bij opnamen van Jimmie Noone (1940), Johnny Dodds en Punch Miller (1945). In 1944 leidde hij verder een eigen formatie, waartoe o.a. Preston Jackson, Baby Dodds en Darnell Howard behoorden (Canal Street Blues) en waarmee in maart 1944 opnamen ontstonden voor Session Records.
Als componist was hij verantwoordelijk voor talrijke songs, waaronder Caldonia, Jazzin' Baby Blues (ook Tin Roof Blues genoemd), 29th and Dearborn, Red Wagon, Riverside Blues en Trouble in Mind, die hij in 1926 opnam met Bertha 'Chippie' Hill (zang) en Louis Armstrong (kornet).
Jones werkte in zijn carrière bovendien mee bij opnamen van Willy Hightowers (Night Hawks, (1923)), Blanche Calloway (1925), Louis Armstrongs Hot Five (1925/26), King Oliver (1926), Lillie Delk Christian (1927) en Louis Powell (1938).

## Discografie
- Richard M. Jones 1923-1927 (Classics Records) met Preston Jackson, Albert Nicholas, Johnny St. Cyr
- Richard M. Jones 1927-1944 (Classics Records) met Albert Wynn, Omer Simeon, Herschel Evans, Wally Bishop, Baby Dodds
- Complete Recorded Works in Chronological Order, Vol. 1 (1923-1927) & Vol. 2 (1927-1936) (Document Records)
- Jazz Piano with Blues Singers (Document Records) met Callie Vassar, Thelma la Vizzo, Baby Mack, Wilmer Davis, Lillie Delk Christian, Louis Powell